# Ботвиновський
Ботвино́вський — українське прізвище.

## Відомі носії
- Ботвиновський Максим Ничипорович (1888—1937) — український кооператор, член Правління «Молочарспілки», громадський діяч УНР. Репресований 1937 року.
- Ботвиновський Юхим Григорович (1822—1873) — київський священик, настоятель Троїцької церкви. 1859 року, коли Т. Г. Шевченко востаннє приїздив до Києва, він зупинявся у отця Юхима, з яким був давнім знайомим.
- Ботвиновський Ничипор — прапрадід Михайла Грушевського по бабусиній лінії.

## Жінки
- Ботвиновська Марія Кирилівна (бл. 1798 — бл. 1875) — донька священика із Суботова, бабуся М. С. Грушевського.